# Juan Nepomuceno Guerra
Juan Nepomuceno Guerra Cárdenas, né le 18 juillet 1915 à Matamoros où il est mort le 12 juillet 2001, est un seigneur du crime, contrebandier, homme d'affaires et baron de la drogue mexicain qui a fondé le Cartel du Golfe, une organisation de trafic de drogue. Il est souvent considéré comme le « parrain » des cartels de la frontière américano-mexicaine.
Il commence sa carrière criminelle dans les années 1930 par la contrebande d'alcool au Mexique pendant la prohibition aux États-Unis. Il se diversifie par la suite avec d'autres activités de contrebande transfrontalière. Il est l'oncle de Juan García Ábrego et fut un temps l'homme le plus recherché du Mexique.

## Biographie
Au cours des années 1930, il commence la contrebande de whisky à travers la frontière entre le Mexique et les États-Unis dans le sud du Texas. Grâce à des relations politiques astucieuses qu'il avait favorisées, Nepomuceno Guerra a pu contrôler toute la contrebande se déplaçant à travers le Rio Grande.
Dans les années 1970, son neveu Juan García Abrego a commencé à utiliser ses connexions et à mettre au point l'organisation d'un cartel de drogue principalement dédiée à l'activité la plus lucrative, la contrebande de cocaïne.
Selon certaines sources, Juan Nepomuceno Guerra n'aurait jamais passé plus de « quelques heures en prison » pour ses crimes.
Il meurt d'une maladie respiratoire.

## Succession
Le 18 juin 2015, le gouverneur de Tamaulipas, Egidio Torre Cantú, a inauguré une rue « Juan N. Guerra », à Reynosa, Tamaulipas. La rue se trouve dans le quartier de la classe ouvrière Reserva Campestre territoriale.